# Макс Моделл
Макс Моделл (англ. Max Modell) — персонаж американских комиксов издательства Marvel Comics, созданный сценаристом Дэном Слоттом и художником Умберто Рамосом и впервые появившийся в комиксе Amazing Spider-Man #648 (ноябрь 2010). Наиболее известен как один из союзников супергероя Человека-паука.
Моделл — генеральный директор Horizon Labs, компании по созданию инновационных технологий, а также друг и наставник Питера Паркера. Ввиду того, что Паркер был Человеком-пауком, Horizon и его сотрудники нередко оказывались втянуты в противостояние супергероя с различными суперзлодеями; эти многочисленные инциденты, а также последовавшие за ними неудачи на рынке привели к тому, что компания обанкротилась. В дальнейшем Питер основал собственную корпорацию Parker Industries и поставил Моделла во главе одного из проектов. В это же время состоялась свадьба Макса с его возлюбленным Гектором Баэзом.

## Вне комиксов

### Телевидение
- Макс Моделл является одним из второстепенных персонажей мультсериала «Человек-паук» (2017)[5], где его озвучил Фред Таташор[6].
- Таташор вновь озвучил Моделла в мультсериале «Стражи Галактики» (2015)[6].